# Fritz Kempe
Pour les articles homonymes, voir Kempe.
Fritz Kempe, né le 22 octobre 1909 à Greifswald et mort le 27 décembre 1988 à Hambourg, est un photographe allemand.

## Biographie
Fritz Kempe se forme au métier de photographe auprès de son père Max Kempe. En 1929, il fonde avec le droguiste Gerhard Jacobs la société Foto-Kempe à Greifswald. En 1938, il passe son examen de maîtrise et fonde son propre studio de photographie à Berlin. 
Au début de la Seconde Guerre mondiale, il est engagé comme reporter dans une compagnie de propagande de la Wehrmacht. Il en tire deux livres de photographies : Das Gesicht des deutschen Soldaten et Des Führers Soldaten - das Gesicht unserer Zeit, publiés à Berlin en 1943. 
À partir de 1945, Kempe vit à Hambourg, où il travaille pour une organisation caritative tout en étant rédacteur et écrivain, et en continuant son activité de photographe. De 1949 à 1974, il dirige la Staatliche Landesbildstelle de Hambourg. 
Fritz Kempe meurt en 1988 ; il est enterré au cimetière d'Ohlsdorf à Hambourg.

## Ouvrages publiés (sélection)
- Fetisch des Jahrhunderts : ein Lesebuch für Fotofreunde, Düsseldorf et Vienne, Econ, 1964, 380 p.
- (de) Otto Steinert und die Geschischte der Fotographie, Essen, Folkwangschule für Gestaltung, 1965, 20 p.
- (de) Photographie zwischen Daguerreotypie und Kunstphotographie [« la photographie entre le daguerréotype et la photo d'art »], Hambourg, Museum für Kunst und Gewerbe, coll. « Bilderhefte des Museums für Kunst und Gewerbe Hamburg » (no 14), 1977, 156 p.
- (de) Daguerreotypie in Deutschland : vom Charme der frühen Fotografie, Seebruck am Chiemsee, Heering Verlag, coll. « Neue Fotothek », 1979, 270 p. (ISBN 3-7763-5190-X).
- avec Bodo von Dewitz : Daguerreotypien, Ambrotypien und Bilder anderer Verfahren aus der Früzeit der Photographie, Hambourg, Museum für Kunst und Gewerbe, 1983, 287 p.

## Prix et récompenses
- 1964 : Prix culturel de la Société allemande de photographie.
- 1974 : Médaille David-Octavius-Hill.